# Antonio Cortesi
Antonio Cortesi   (Pavia, desembre 1796 - abril 1879) va ser un ballarí, coreògraf i compositor de ballet italià. Va ser especialment conegut pels nombrosos ballets que va crear i coreografiar a la primera meitat del segle xix per als principals teatres italians, com La Scala, La Fenice i el Teatro Regio de Torí.
Cortesi va néixer a Pavia, fill del ballarí i coreògraf Giuseppe Cortesi i de la ballarina Margherita Reggini, i pare del compositor Francesco Cortesi i la soprano Adelaide Cortesi.
Molts dels ballets de Cortesi van comptar amb la música expressada per Luigi Maria Viviani. Altres van utilitzar peces de música existents per diversos compositors, escollits i organitzats per Cortesi. A vegades va compondre algunes de les músiques, especialment per als seus ballets d'un sol acte.
Els Ballets ideats i coreografiats per Cortesi inclouen:
- Santa Genoveva estrenat al Teatro Nacional de São Carlos, Lisboa, el 23 de febrer de 1823
- O mouro de Venezia, estrenat Teatro Nacional de São Carlos, Lisboa, el 28 d'abril de 1823
- Furores d'Oreste, estrenat Teatro Nacional de São Carlos, Lisboa, el 22 d'agost de 1823
- Il castello del diavolo ossia, La fiera, estrenat Teatro Regio (Torí), el 26 de desembre de 1825
- Oreste, Luigi Maria Viviani (compositor), estrenat, Teatro Regio (Torí), el 26 de desembre de 1825
- Chiara di Rosemberg, Luigi Maria Viviani (compositor), estrenat Teatro Regio, Torí, el 20 de gener de 1826
- Ines de Castro, Luigi Maria Viviani (compositor), estrenat Teatro Regio, Torí, el 20 de març de 1827
- Merope, Luigi Maria Viviani (compositor), estrenat Teatro Regio, Torí, el 27 de desembre de 1828
- L'ultimo giorno de Missolungi, Luigi Maria Viviani (compositor), estrena La Fenice, Venècia, el 16 de febrer de 1833
- Le piccole Danaidi, Luigi Maria Viviani (compositor), estrenat Teatro Regio, Torí, el 6 de gener de 1834
- Gismonda, Giovanni Bajetti i Luigi Maria Viviani (compositors), la van estrenar La Fenice, Venècia, el 26 de desembre de 1835
- Marco Visconti, Luigi Maria Viviani (compositor), estrenat La Scala  Milà, el 19 d'octubre de 1836
- Il ratto delle donzelle veneziane, Luigi Maria Viviani (compositor), estrenat La Fenice, Venècia, el 26 de desembre de 1837
- Nabuccodonosor, estrenat Teatro Regio, Torí, 1838
- Mazeppa, Luigi Maria Viviani (compositor), estrenat Teatro Comunale (Bolonya), l'1 d'octubre de 1844
- Fausto, Luigi Maria Viviani (compositor), basat en la coreografia de Jules Perrot per a Faust, estrenat Teatro Regio, Torí, el 25 de desembre de 1851
- La Gerusalemme liberata, Luigi Maria Viviani (compositor), estrenat Teatro Regio, Torí, el 25 de desembre de 1852